# Парк Йылдыз

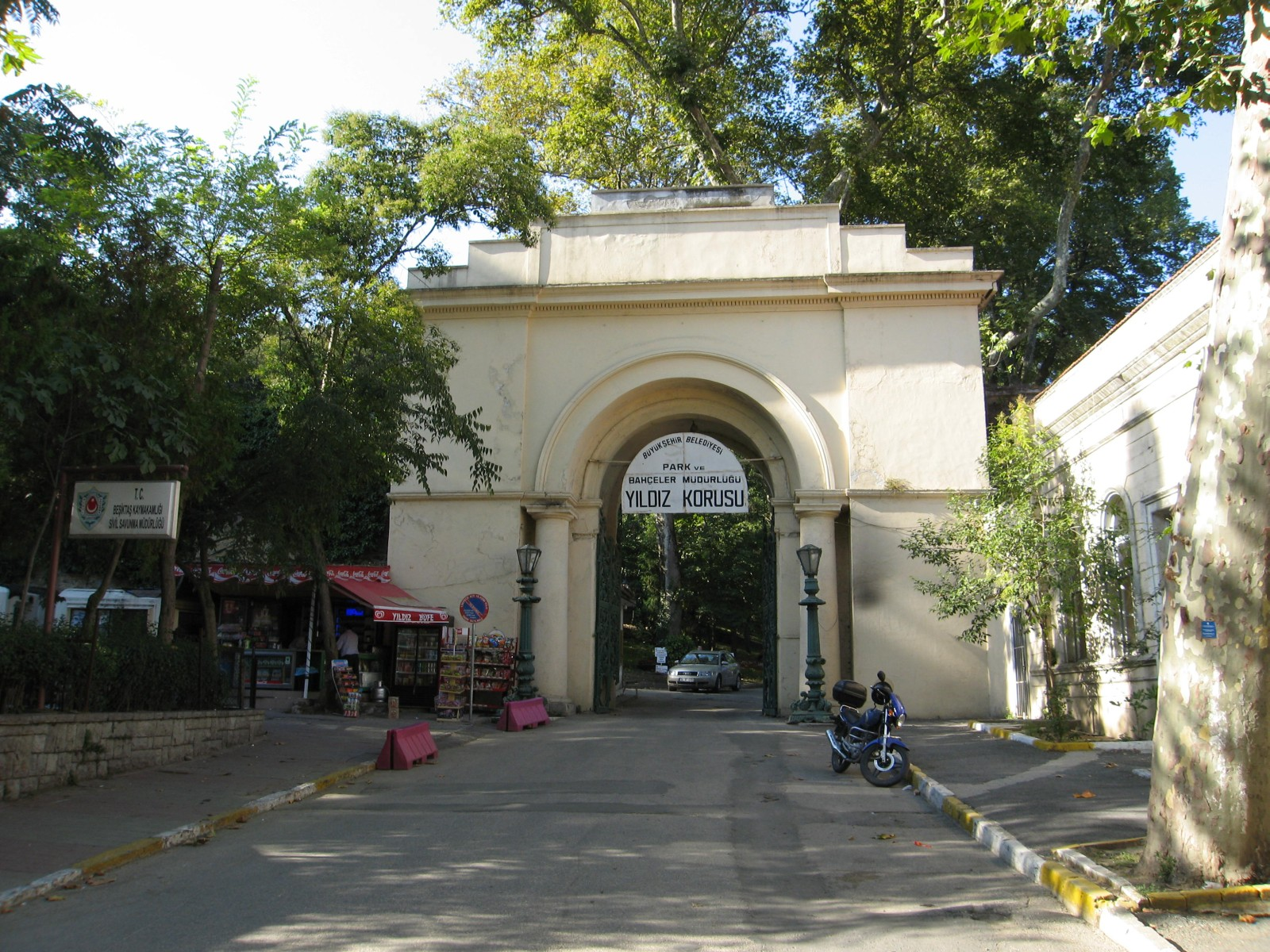
Главный вход на территорию парка Йылдыз

Парк Йылдыз (тур. Yıldız Parkı) — исторический городской парк в районе Бешикташ в Стамбуле, в Турции. Это один из крупнейших парков Стамбула. Расположен в квартале Йылдыз, между дворцами Йылдыз и Чираган.

## История
Парк Йылдыз некогда был частью сада дворца Йылдыз. Простирающийся вниз по склонам от дворца и окружённый стеной при правлении султана, он предназначался исключительно для членов семьи правившей династии.
Во времена Византии на территории парка был лес. В правление султана Сулеймана Великолепного, этот лес был объявлен личными охотничьими угодьями султанов. В последующие века, он оставался рощей за приморскими дворцами. Местность начала активно развиваться в ходе строительства дворца Йылдыз (тур. Yıldız Kasrı), возведённому по заказу султана Селима III в начале XIX века.
При дворце был разбит парк (0,10 км2), окруженный высокими стенами и отделенный от рощи при правлении султана Абдул-Хамида II. В саду были построены небольшой искусственный пруд, павильоны, летние домики и фарфоровый завод.
В настоящее время парк Йылдыз это красивый дворцово-парковый комплекс, в котором культивируются цветы, растения и деревья, собранные со всех уголков мира. Начало коллекции было положено в эпоху Османской империи. С территории парка открывается панорамный вид на Босфор. Парк является популярным местом отдыха горожан, особенно в выходные. В двух красивых исторических павильонах, Чадир и Мальтийский киоск, устроены кафе.
Парк разделен на две части, внешняя часть открыта для общественности и включает в себя Шале, Чадир и Мальтийский киоск и мануфактуру по изготовлению фарфора. Среди растений парка распространены магнолия, лавр, церцис европейский, серебряный лайм и конский каштан. Кроме того, в парке растут дуб, кипарис, сосна, тис, кедр и ясень. Здесь же находятся два искусственных пруда.

## Галерея

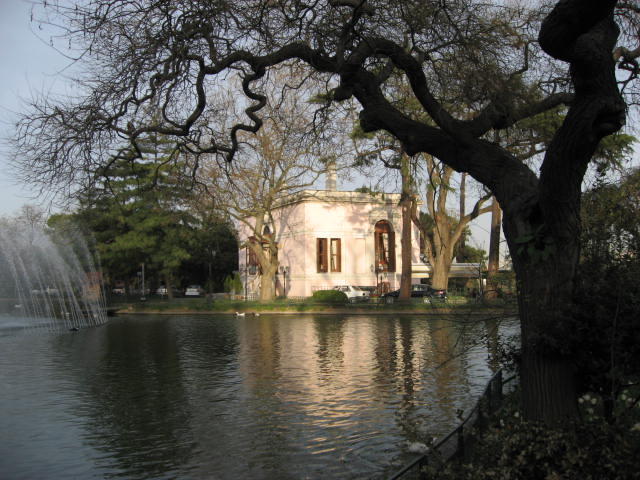
Павильон Чадыр
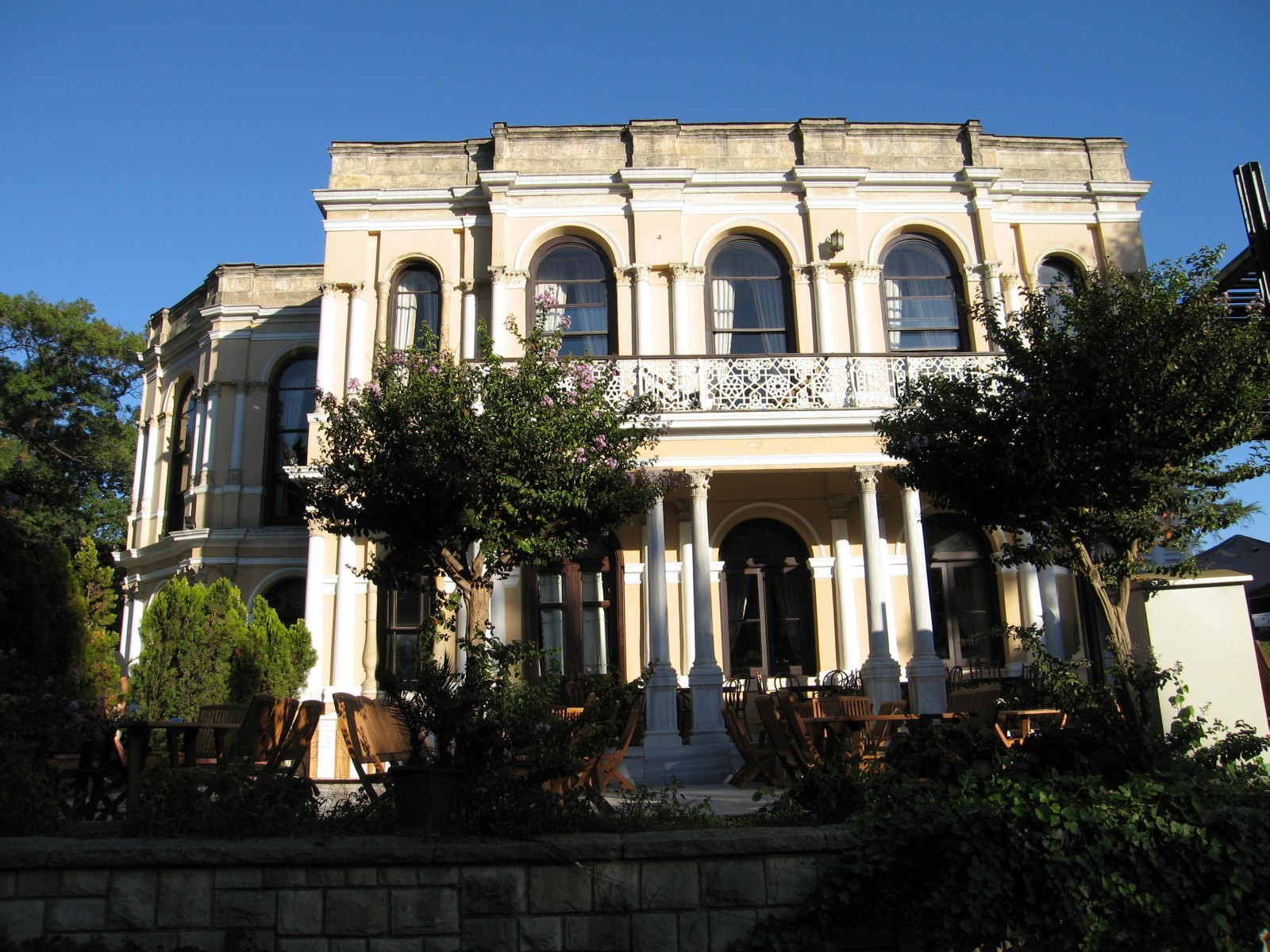
Мальтийский киоск
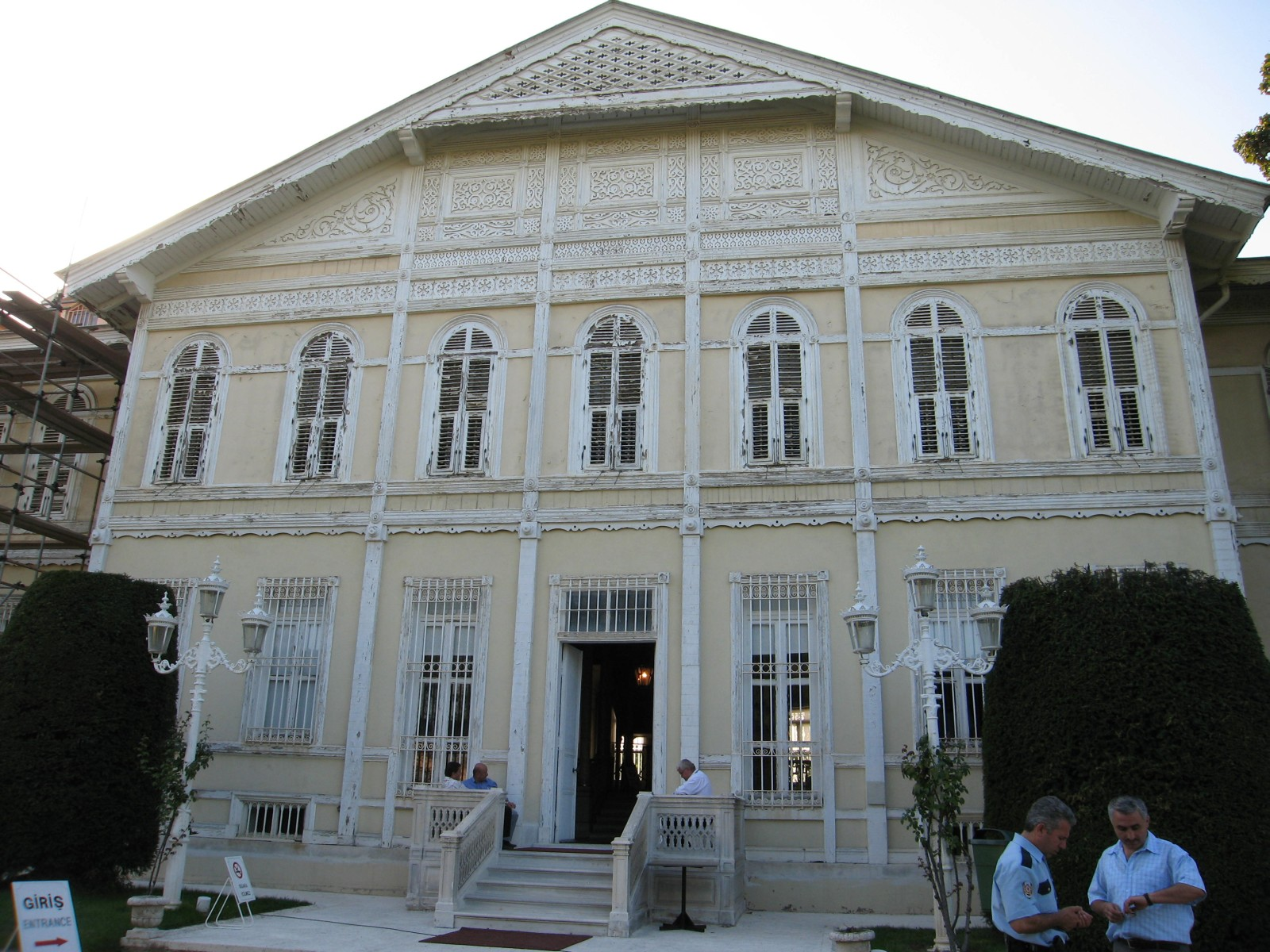
Фасад главного здания фасада павильона Шале
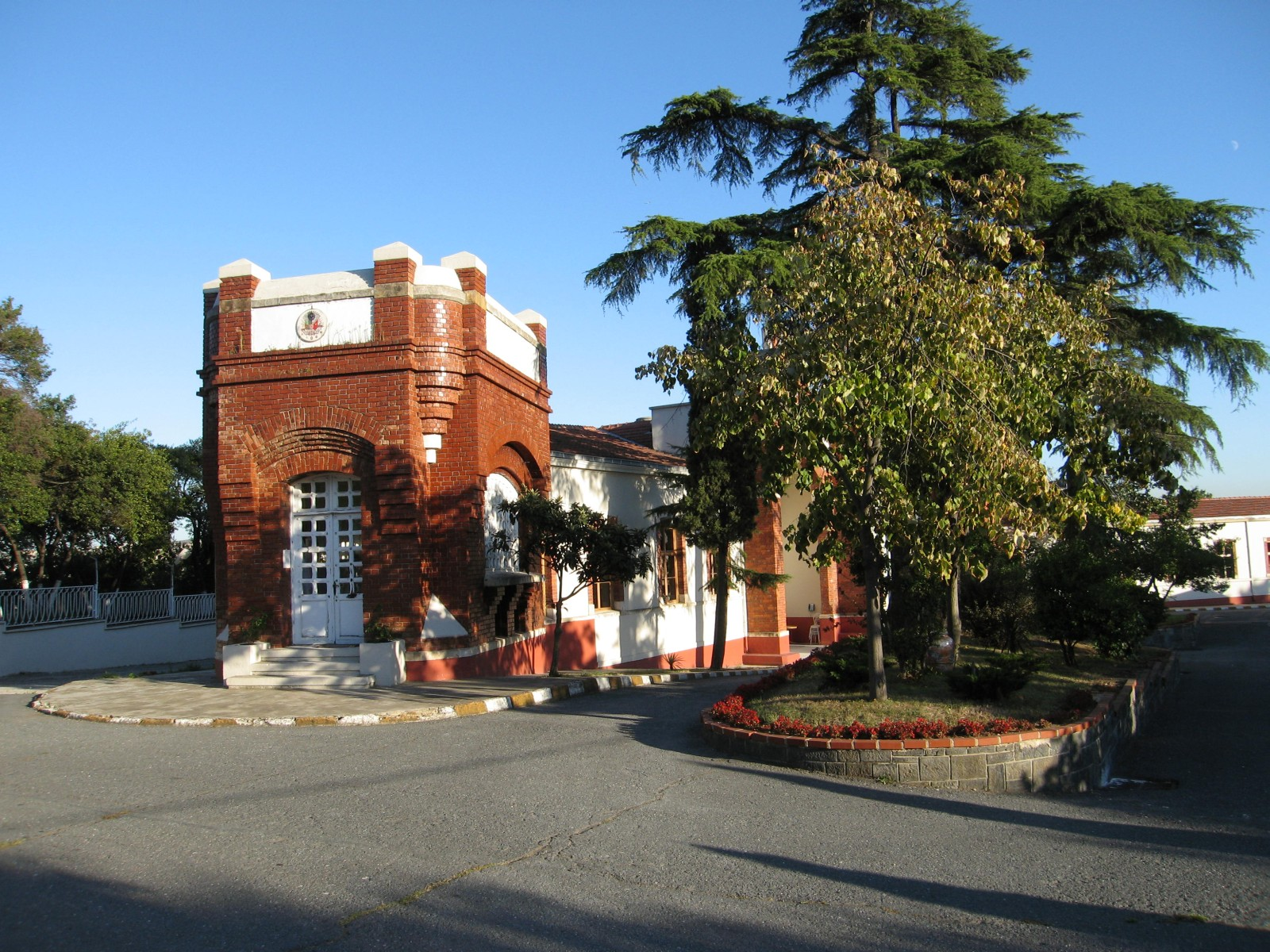
Мануфактура по изготовления фарфора
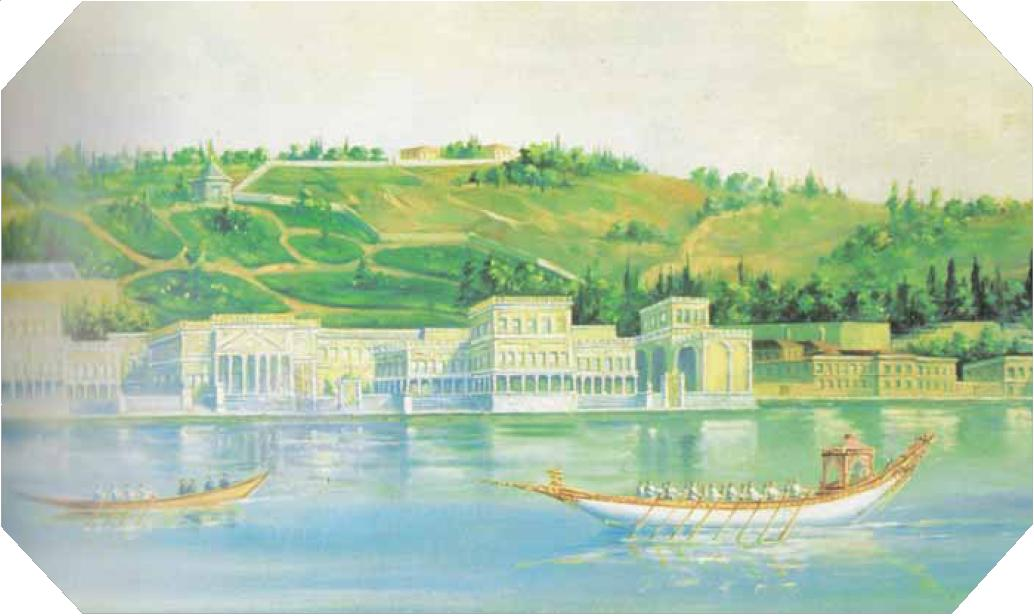
Вид на дворец Чираган и парк Йылдыз в XIX веке